# Crematogaster agniae
Crematogaster agniae är en myrart som beskrevs av Vladimir Aphanasjevich Karavaiev 1935. Crematogaster agniae ingår i släktet Crematogaster och familjen myror. Inga underarter finns listade i Catalogue of Life.